# Banevingen
Banevingen er en gade på Ydre Nørrebro i Haraldsgadekvarteret i København. Den er en sidegade til Rovsingsgade og løber parallelt med Tagensvej i nordvestlig retning, hvor den ender blindt ud i DSB og Banedanmarks areal. Vejen blev for nogle år siden udvidet.
Den ene side domineres af de 3 gule murstensblokke ved Tagensvej (typisk 1940'er-byggeri med store vinduer, sadeltag og franske altaner) med grønne haver mellem husene. Ejendommen er tegnet af Kay Fisker og kaldes i folkemunde for "De tre Søstre". Den anden side er lavt industribyggeri, enkelt og praktisk. Temmelig præget af især bilforhandlere.
Gennem årene har der har været meget byggeaktivitet på Banevingen. Forskellige brugere har haft forskellige behov og bygningerne er blevet rettede til, revede ned og opført igen alt efter behov. F.eks. i 1953 blev der bygget en garage til Lauritz Knudsen. I 1970'erne lå Oxford Biscuits' lager her, og i 1978 var det gadens eneste listede nummer i telefonbogen. 
Den gamle kommandopostbygning for enden af vejen, var på et tidspunkt i tale som erstatning for Ungdomshuset på Jagtvej, men huset var både forfaldent og lille, så de unge takkede nej. De unge sagde også nej til huset, da huset var meget mindre end det gamle ungdomshus og heller ikke havde den nødvendige koncertsal.